# STA*M
STA＊M（スタメン）は、スターダストプロモーション所属の新人＆若手俳優集団・恵比寿学園男子部“EBiDAN”の研究生から派生した6人組ダンス&ボーカルグループである。
2015年に結成、2023年に解散した。
旧名は「スタメンKiDS」（スタメンキッズ）。

## 沿革

### 2015年
- 9月27日：EBiDAN唯一の小学生グループ「スタメンKiDS」として結成[4]。星男祭2015にてオリジナル曲「てらこや」を披露[5]。当時は期間限定ユニットだった。
- 10月17日：「アイドルフェス in スポーツ・オブ・ハート2015」(国立代々木競技場 第二体育館)に出演。

### 2016年
- 8月20日：「サマーソニック 2016」IDOL SONICに史上最年少で出演[6]。
- 10月5日：ミニアルバム『てらこやEP』に収録される5曲をメドレーにしたPV MIXをYouTubeにて公開。
- 10月26日：ミニアルバム『てらこやEP』でCDデビュー[7]。EBiDAN内で小学生のみのユニットがCDデビューすることは異例だったため、「異色の小学生ユニット」と呼ばれた。

### 2017年
- 3月5日：オフィシャルサイトがリニューアルオープン[8]。
- 3月8日：ミニアルバム『てらこやEP』収録全5曲が各音楽サイトにて配信スタート。
- 4月8日：SECRET GUYZのモリタウン昭島でのシングルリリースイベントにオープニングアクトとして出演。
- 4月12日：初のライブDVD『TE・RA・KO・YA ～ スタメンKiDS ワンマン?! まだはやーい!! みんなで踊ろう ステージ①･② ～』を発売。
- 5月4日：日比谷公園 野外小音楽堂にて開催された「未来音楽祭～ミライ・フェス～2017 Spring」に出演。
- 5月14日：Mt.RAINIER HALL SHIBUYA PLEASURE PLEASUREにてAMEZARI -RED STARS-との2マンライブ「スタメンKiDS ワンマン?! まだはやーい!! ～AMEZARIと初2マン!! ステージ①･② ～」を開催[9]。
- 6月18日：タワーレコード立川立飛店にて大晟・在の生誕イベント「スタメンKiDS生誕祭?すくすく成長中！来てね！見てね！祝っちゃお！?」を開催。
- 7月2日：サンリオピューロランドにて開催された「EXTENSION JAPAN 2017（ EXTENSION vol.3 ）」に出演。
- 7月15日：新木場 STUDIO COAST（ageHa）にて開催された「ageHa×ASOBISYSTEM Presents Bayside Dance Camp Summer 2017」に出演。
- 7月20日：よみうりランドにて開催された「YFCよみうりスペシャルイベントデー」に出演。
- 7月28日：「STAR★MEN SUMMER DAYS!」のレコーディング映像をYoutubeにて公開。
- 7月30日：名古屋・栄 久屋大通公園一帯で開催された「CBCラジオ夏まつり2017」に出演。
- 8月1日：公式Instagram がスタート。曜日ごとに担当のメンバーが更新する[10]。
- 8月2日：1stシングル『STAR★MEN SUMMER DAYS!』を発売。振り付け映像をYoutubeにて公開。
- 8月3日／4日：東京国際フォーラム・ホールAにて開催された「EBiDAN THE LIVE 2017」にオープニングアクトとして出演。
- 8月20日：OTODAMA SEA STUDIOにて開催された「OTODAMA SEA STUDIO 2017 SUPER SUMMER BOYS DAY」に出演。
- 8月26日：「第3回全国ふるさと甲子園」のステージに出演。
- 8月25日：渋谷区文化総合センター大和田 さくらホールにて開催された「星男祭2017」に出演。
- 9月5日：テレビ東京系列『おはスタ』に出演。「STAR★MEN SUMMER DAYS!」を披露。
- 10月21日／22日／29日／31日：都内のヴィレッジヴァンガード4店舗にてハロウィンイベント「スタメンKiDSとHappy Halloween!! ～来てくれなきゃイタズラしちゃうぞ♪～」を開催。

### 2018年
- 1月7日／8日／14日／21日：TOWER RECORDS 横浜ビブレ店、HMV&BOOKS SHIBUYA、TOWER RECORDS 立川立飛店、あまがさきキューズモールにてお正月イベント「スタメンKiDSとHAPPY NEW YEAR～Welcome to 2018！！～」を開催。
- 1月21日：大阪心斎橋Hillsパン工場ライブハウスにて開催された「GROOVE TUBE powered by Sketch Up」に出演。
- 1月27日ほか：バレンタインイベント「スタメンKiDSとHAPPY VALENTINE！！～今年は何個もらえるかな！？～」を開催。
- 3月5日：新木場スタジオコーストにて開催された「NEON Premium LIVE! ～SPRING FES 2018～」に出演。
- 3月18日：横浜赤レンガ倉庫イベント広場にて開催された「みんなあつまれ MUSIC LIVE」に出演。
- 3月25日：AEON MALL幕張新都心にて開催された「GRAND MUSIC FES - Spring-」に出演。
- 4月8日：「Dancing on the Ring」とメンバーのマル秘ボイスが聴けるオリジナル缶バッジ「スタメンKiDS DDDisc缶バッジ」を発売。
- 4月8日／15日／21日／22日／28日／5月3日／4日／5日：フリーライブ「～DDDisc缶バッジで広げよう！スタメンKiDSの輪！！～」を開催。一部公演にはZeBRA☆REDも出演。
- 6月3日：秋葉原AKIBAカルチャーズ劇場にて開催された「Sketch Up SUMMER 2018」に出演。
- 6月16日：TOKYO FMホールにて開催された「TOKYO MX これからフェス！」に出演。
- 6月17日：ヴィレッジヴァンガード渋谷本店にてりきまる・大晟・在の生誕祭を開催。
- 6月25日：赤坂マイナビBLITZにて開催された「NEON×NEON×NEON」に出演。
- 7月6日：テレビ東京系列『おはスタ』に桧吏・大晟・琉偉が出演。
- 8月4日：厚木中央公園にて開催された「あつぎ鮎まつり」に出演。
- 8月5日：HMV&BOOKS SHIBUYAにて琉偉の生誕祭を開催。
- 8月7日：OTODAMA SEA STUDIOにて開催された「OTODAMA SEA STUDIO 2018 supported by POCARI SWEAT」に出演。
- 8月12日：幕張メッセ国際展示場ホール4にて開催された「MEN’S PANIC 2018」に出演。
- 8月25日：「第4回全国ふるさと甲子園」のステージに出演。
- 8月29日：東京国際フォーラム・ホールD7にて開催された「夢と涙のD7 ～ROAD TO EBiDAN THE LIVE 2018～」に出演。
- 9月9日：HMV&BOOKS SHIBUYAにて桧吏の生誕祭を開催。
- 9月30日：「スタメンパイレーツ」MVをYoutubeにて公開。
- 10月13日：こうのす花火大会にて開催された「Dream Men’s Festival」に出演。
- 10月17日：2ndミニアルバム『パイレーツEP』発売。7月よりリリースイベント～今年の夏は"やばたにえん！！"～を各地で20回行う。[11]
- 10月28日：スパリゾートハワイアンズにて「Hawaiians Monthly Super Live スタメンKiDS」を開催。
- 11月11日：KYOTO MUSEにて開催されたAMEZARI -RED STARS-の「AMEZARI４カ月連続有料LIVE2018「LOVE DRIVE」」にゲスト出演。
- 12月2日：NAKED LOFTにてスタッフのみのトークイベント「メンバー不参加！スタメンKiDS運営トークvol.1」を開催。ヴィレッジヴァンガード部長の立山龍廣、プロデューサーの小松佑大、マネージャーの藤井一永が登壇。
- 12月16日：AiiA 2.5 Theater Tokyoにて開催された「HMV presents 星男祭2018」に出演。

### 2019年
- 1月13日：トークイベント「Sketch Up＋P ～スタメンKiDS初ワンマンライブへ向けて～公開生放送」を開催。
- 1月14日：ヴィレッジヴァンガード渋谷本店にて新年幕開けライブイベント「スタメンKiDSとHAPPY NEW YEAR！！?2019年もヨロシク！！?」を開催。
- 2月17日：AKIBAカルチャーズ劇場にて「スタメンKiDS初ワンマンライブ！！～小学校6年生卒業パーティ！～」を、その翌週の2月24日には追加公演「スタメンKiDS 初ワンマンライブ！！～小学校6年生卒業パーティー！～番外編〜」を行う[12]。
- 11月26日：3rdアルバム『スタチュ〜EP』を発売。オリコンデイリーチャートにて3位を獲得する。

### 2020年
新型コロナウイルス感染症の影響により、多くのイベントが中止となり、2020年のイベントの大多数は配信形式となった。
- 5月4日：公式TikTokアカウントがオープン。以後不定期で投稿を行う。
- 7月26日：ヴィレッジヴァンガード渋谷本店公式Youtubeチャンネルにて配信ライブ「スタメンKiDS Smile Live Vol.1」を開催。
- 8月30日：ヴィレッジヴァンガード渋谷本店公式Youtubeチャンネルにて配信ライブ「スタメンKiDS Smile Live Vol.2」を開催。
- 9月20日：SUPERLIVE by OPENRECにて開催された配信ライブ「EBiDAN Smile Fes」に出演。PRIZMAXやM!LKの楽曲のカバーダンスを披露したほか、ライブ内で同じEBiDANの研究生ユニットであるAMEZARI -RED STARS-とのコラボ企画を発表する。また、同日夜に「ダンスで覚える四文字熟語」のダンスMVをYoutubeにて公開。
- 9月27日：結成5周年を記念し、Space emo ONLINEにて配信ライブ「スタメンKiDS　結成5周年記念ライブ」を開催。
- 12月6日：Space emo ONLINEにて配信ライブ「スタメンKiDS Smile Live Vol.3」を開催。
- 12月18日：AMEZARI -RED STARS-とのコラボ楽曲「Let me」のリハーサル映像をYoutubeにて公開。
- 12月27日：9月のEBiDAN Smile Fesにて発表されたAMEZARI -RED STARS-とのコラボ企画のお披露目イベントとなる「AMEZARI×スタメンKiDS collaboration LIVE 2020!!〜let me Vol.1〜」を西武園競輪場サイクルシアターで開催。コラボ楽曲「Let me」を初披露したほか、イベント内でコラボユニット名を「AME＊STA」と発表。

### 2021年
- 3月20日：AMEZARI -RED STARS-とのコラボユニットによるミニアルバム『AME＊STA EP』を発売することを発表。また、3月下旬から5月下旬までリリースイベント～asterisk"～を行うことも決定。
- 5月24日︰『AME＊STA EP』オリコンデイリーチャート1位を記録。その週のウィークリー10位にもランクイン。
- 6月21日︰「STA＊M」（読み方は「スタメン」）に改名、キッズグループを卒業することを発表。

### 2022年
- 3月22日：メンバーの城桧吏が同年3月27日に行われるライブをもってグループを卒業することが発表された。3月27日以降は6人体制で活動を継続する[13]。

### 2023年
- 9月18日：2023年9月18日、渋谷DIVEにてSTA＊Mラストライブ「STA＊M LAST LIVE 〜今日で僕たちは解散します〜」をもって、解散することとなった。2015年9月27日から2023年9月18日の約8年間の活動に終止符をうった。解散理由は、2024年にメンバーが高校2・3年生となるので、将来への選択肢を広げる為[14]。

## メンバー
| 名前 （ふりがな）             | 生年月日（年齢）      | イメージカラー | 出身地   | 身長    | 血液型 | 趣味                                        | 好きな食べ物 | 特技 |
| ----------------------------- | --------------------- | -------------- | -------- | ------- | ------ | ------------------------------------------- | ------------ | --- |
| 須藤琉偉（すどう るい）       | 2006年8月5日（18歳）  | 青             | 神奈川県 | 174cm   |        | ピアノ（12歳～）、英語（6歳～）             | 牛タン       | ダンス、絶叫系乗り物                                                                                            |
| 長﨑大晟（ながさき たいせい） | 2006年6月13日（19歳） | 白             | 神奈川県 | 172cm   |        | 音楽鑑賞、バスケットボール                  | お肉、ごはん | 歌、ダンス |
| 佐藤大志（さとう たいし）     | 2006年7月14日（18歳） | 緑             | 東京都   | 170cm   |        | アニメ鑑賞、ゲーム                          |              | 柔道（6歳～）、ダンス、キックボクシング                                                                         |
| 清水在（しみず あり）         | 2006年6月13日（19歳） | 黒             | 神奈川県 | 171cm   |        | 読書                                        |              | 将棋、ダンス |
| 財部友吾（たからべ ゆうご）   | 2007年7月26日（17歳） | 赤             | 神奈川県 | 168.5cm |        | ドッジボール、オセロ、体操                  |              | 早起き、跳び箱、ゲーム、ダンス                                                                                  |
| りきまる（りきまる）          | 2007年4月23日（18歳） | 黄             | 東京都   | 158.5cm |        | アニメ映画・お笑い番組鑑賞、ピアノ（5歳～） |              | 歌、ダンス、テニス（4歳～）、けん玉 （テニス：adidas cup キッズチャレンジレッドクラススクール優勝全国大会出場） |

須藤 琉偉（すどう るい）は、日本の俳優。神奈川県出身。
【出演】
■テレビ
- ベイビーステップ 第7話 - 宮川卓也（少年期） 役（TOKYO MX／Amazonプライム・ビデオ）
- NHK大河ドラマ　麒麟がくる　NHK総合　第29回 - 方仁親王 役
- スナック キズツキ 第8話-智也 役（テレビ東京）
- 東京地検の男（2021年3月24日、テレビ朝日） - 東丸茂樹 役[15]

■ショートフィルム
- また会う日まで（「O!!iDO短編映画祭」にて上映）

■舞台
- 虹色サラウンド～SURREAL～ - 中島昌利（幼少期） 役

■雑誌
- Cuugal - メンズモデル

■広告
- 日本マクドナルド「ハッピーセット ポケモン」
- 不二家「カントリーマアム」
- トヨタ自動車 WHAT WOWS YOU.「スポーツ」篇
- 株式会社三菱UFJ銀行「似たもの母娘」篇
- ベネッセコーポレーション 進研ゼミ「聞く話す英語」篇
- ベネッセコーポレーション 進研ゼミ 中学講座「AI学習アシスタントと姉」篇

■ミュージックビデオ
- DISH//「変顔でバイバイ！！」

■その他
- BURTON「スノーウェア」<カタログ>

長﨑 大晟（ながさき たいせい）は、日本の俳優。神奈川県出身。
【出演】

■テレビ
- 「中居正広の金曜日のスマイルたちへ」 - 三浦大知 少年時代 再現ドラマ（TBS）
- 「花のち晴れ〜花男 Next Season〜」 - 成宮一茶（幼少期） 役（TBS）
- 「シェアするラ! インスタントラーメンアレンジ部はじめました。」第3話-小宮翔太 役（BS-TBS）

■雑誌
- Cuugal - メンズモデル

■広告
- 味の素「クノールカップスープ」

■ミュージックビデオ
- DISH//「変顔でバイバイ！！」
- GENERATIONS「少年」

■その他
- 東映 こころを育てる映像教材集「同級生は外国人」 - 主人公・直人　※日本視聴覚教育協会 小学生部門 優秀作品賞受賞

佐藤 大志（さとう たいし）は、日本の俳優。東京都出身。
【出演】
■テレビ
- 悪貨 フクロウ 少年時代（WOWOW）
- この世にたやすい仕事はない 第7･8話（NHK BSプレミアム）
- PRINCE OF LEGEND 第5話 - 京極尊人（幼少期） 役（日本テレビ）
- インハンド 第8話 - 園川直継（幼少期） 役（TBS）
- おいしい給食 - 神野ゴウ 役（TOKYO MX･他）
- FAKE MOTION－卓球の王将－ - 恵比寿長門学園　高杉律（幼少期） 役（日本テレビ）
- フジテレビ 痛快TV スカッとジャパン （2020年11月9日）ファミリースカッと−秋山秀人役

■映画
- 鉄の子 - 西野陸太郎 役（2016年）※第28回東京国際映画祭 上映作品
- 牙狼＜GARO＞～月虹ノ旅人～ - バデル 役（2019年）
- 「場版 おいしい給食 Final Battle - 神野ゴウ 役（2020年3月6日公開）
- さくら（2020年11月13）-長谷川一役(幼少期)

■ショートフィルム
- 松竹 ポリシーシネマ「父と子」篇 - 息子 役

■舞台
- 劇団TEAM-ODAC「MOON&DAY～うちのタマ知りませんか？～」 - 岡本たけし 役
- 劇団TEAM-ODAC「HOME～いつか帰るよ、僕だけのHOME～」 - 清水翔太 幼少期 ショータ 役

■広告
- ジーフット
- 日本マクドナルド ハッピーセット 仮面ライダードライブ「ぼくはヒーロー」篇
- ベネッセコーポレーション 進研ゼミ 小学講座 2015年度専属モデル
- サントリー ソフトドリンクキャンペーン「楽しいニッポン」篇
- 日本公文教育研究会「教室で」･「理由」篇
- カラダカルピス®500 メカニズム映画祭 「カントリーライフ」- シズム 役

■ミュージックビデオ
- DISH//「変顔でバイバイ！！」

■ラジオドラマ
- FMシアター ひかりの子たち（2020年7月4日、NHK-FM） - 主演・須藤大地 役

清水 在（しみず あり）は、日本の俳優。神奈川県出身。
【出演】
■テレビ
- NHKビットワールド2020年度レギュラー−アリ役

■映画
- こどもしょくどう - オサム 役（2019年）

■CM
- 毎日新聞　創刊150年 聞こえない声「子どもたち」篇

■ショートフィルム
- 松竹 ポリシーシネマ「ぼくの友だち」篇 - 優太 役

■舞台
- A.R.P「ザ・オールドボーイズ」 - 森田 役

■その他
- LINE ドラマ『ミライさん』 第4話 - 今野トモロウ（幼少期） 役
- NHKビットワールド2020年度レギュラー - アリ役

財部 友吾（たからべ ゆうご）は、日本の俳優。神奈川県出身。
【出演】
■テレビ
- 警部補 杉山真太郎 吉祥寺署事件ファイル 第4話（TBS）

■その他
- ちゃおチャンネル 恋愛ドラマバラエティー「突然ヒロイン」

りきまる（りきまる）は、日本の俳優。東京都出身。
【出演】
■テレビ
- みいつけた! オフロスキー「オフロッケ！」（NHK Eテレ）
- ベイビーステップ 第7話（TOKYO MX／Amazonプライム・ビデオ）
- ヒトコワ 第6話 - ヨウヘイ役（ひかりTV･dTVチャンネル）
- エイゴビート2（NHK Eテレ）
- 少年寅次郎 第4･5話 - 千秋役（NHK）
- スカッとジャパン（フジテレビ系列）「ファミリースカッと」 - 佐野勇太 役

■広告
- 日産自動車「NISSAN SERENA e-POWER なんでドライブ」
- パナソニック 創業100周年「NEXT100」

### 元メンバー
| 名前 （ふりがな）       | 生年月日（年齢）     | イメージカラー | 出身地 | 身長  | 血液型 | 趣味   | 好きな食べ物 | 特技             | 備考                  |
| ----------------------- | -------------------- | -------------- | ------ | ----- | ------ | ------ | ------------ | ---------------- | --------------------- |
| 城桧吏（じょう かいり） | 2006年9月6日（18歳） | 紫             | 東京都 | 169cm |        | ゲーム | 辛いもの     | 短距離走、ダンス | 2022年3月27日まで在籍 |

## ディスコグラフィー

### ミニアルバム
|     | 発売日         | タイトル     | 規格品番                                                    |
| --- | -------------- | ------------ | ----------------------------------------------------------- |
| 1st | 2016年10月26日 | てらこや EP  | ZXRC-2014                                                   |
| 2nd | 2018年10月17日 | パイレーツEP | 【TYPE-A】GKSH-0034 【TYPE-B】GKSH-0035 【TYPE-C】GKSH-0036 |
| 3rd | 2019年11月26日 | スタチュ〜EP | 【TYPE-A】GKSH-0055 【TYPE-B】GKSH-0056 【TYPE-C】GKSH-0057 |

### シングル
|     | 発売日       | タイトル              | 規格品番                                                    |
| --- | ------------ | --------------------- | ----------------------------------------------------------- |
| 1st | 2017年8月2日 | STAR★MEN SUMMER DAYS! | 【TYPE-A】GKSH-0015 【TYPE-B】GKSH-0016 【TYPE-C】GKSH-0017 |

### ミュージックカード
|     | 発売日        | タイトル | 規格品番        |
| --- | ------------- | -------- | --------------- |
| 1st | 2016年3月26日 | てらこや | ZXRE-5012〜5018 |